# Ель-Собранте (Каліфорнія)
Ель-Собранте (англ. El Sobrante) — переписна місцевість (CDP) в США, в окрузі Контра-Коста штату Каліфорнія. Населення — 15 524 особи (2020).

## Географія
Ель-Собранте розташований за координатами 37°58′48″ пн. ш. 122°18′25″ зх. д. / 37.98000° пн. ш. 122.30694° зх. д. (37.980052, -122.306811).  За даними Бюро перепису населення США в 2010 році переписна місцевість мала площу 7,16 км², уся площа — суходіл.

## Демографія
Згідно з переписом 2010 року, у селищі мешкало 12 669 осіб у 4759 домогосподарствах у складі 3212 родин. Густота населення становила 1769 осіб/км².  Було 5136 помешкань (717/км²).
Расовий склад населення:
| - 50,6 % — білих - 15,7 % — азіатів - 13,2 % — чорних або афроамериканців - 1,0 % — корінних американців - 0,9 % — вихідців з тихоокеанських островів - 10,9 % — осіб інших рас |

До двох чи більше рас належало 7,7 %. Частка іспаномовних становила 24,0 % від усіх жителів.
За віковим діапазоном населення розподілялося таким чином: 21,3 % — особи молодші 18 років, 66,1 % — особи у віці 18—64 років, 12,6 % — особи у віці 65 років та старші. Медіана віку мешканця становила 40,6 року. На 100 осіб жіночої статі у селищі припадало 95,1 чоловіків;  на 100 жінок у віці від 18 років та старших — 94,0 чоловіків також старших 18 років.
Середній дохід на одне домашнє господарство  становив 80 032 долари США (медіана — 61 538), а середній дохід на одну сім'ю — 85 862 долари (медіана — 72 899). Медіана доходів становила 53 046 доларів для чоловіків та 51 078 доларів для жінок. За межею бідності перебувало 12,6 % осіб, у тому числі 16,3 % дітей у віці до 18 років та 9,1 % осіб у віці 65 років та старших.
Цивільне працевлаштоване населення становило 6598 осіб. Основні галузі зайнятості: освіта, охорона здоров'я та соціальна допомога — 23,3 %, науковці, спеціалісти, менеджери — 16,6 %, роздрібна торгівля — 11,1 %, мистецтво, розваги та відпочинок — 8,5 %.